# Rafael Prado Fraguas
Rafael Prado Fraguas (Orense, 2 de enero de 1957-Madrid, 3 de julio de 2016) fue un futbolista español que jugaba en la demarcación de defensa.

## Biografía
Tras formarse en las filas juveniles del club, finalmente, con 16 años de edad subió al primer equipo del Atlético de Madrid a las órdenes de Luis Aragonés, y debutó en un partido contra el Real Murcia CF el 6 de abril de 1974, ya que se lesionaron Eusebio Bejarano y Domingo Benegas, y estaban sancionados Ramón Heredia y Rubén Osvaldo Díaz. Jugó un total de ocho temporadas en el equipo madrileño, con el que llegó a ganar una Copa Intercontinental en 1974, una Copa del Rey en 1976 y una Liga en 1977. Durante la temporada 1976-77 no llegó a disputar ningún partido, puesto que el 8 de febrero de 1976, en un encuentro contra la UD Salamanca, Santiago Bartolomé Rial le partió la tibia y el peroné. Desde entonces tan solo jugó cuatro partidos de liga en cuatro temporadas. Al finalizar la temporada 1980-81, el club decidió no seguir contando con sus servicios, por lo que fichó por el Celta de Vigo, con el que jugó tan solo 75 minutos en un partido amistoso.
Falleció el 3 de julio de 2016, a los 59 años de edad.

## Clubes
| Club               | País   | Año       | Partidos | Goles |
| ------------------ | ------ | --------- | -------- | ----- |
| Atlético de Madrid | España | 1973-1981 | 47       | 0     |
| Celta de Vigo      | España | 1981      | 0        | 0     |
| AD Torrejón        | España | 1981-1982 | 26       | 0     |
| CD Ourense         | España | 1982-1983 |          |       |

## Palmarés

### Campeonatos nacionales
| Título                     | Club               | País   | Año  |
| -------------------------- | ------------------ | ------ | ---- |
| Copa del Rey               | Atlético de Madrid | España | 1976 |
| Primera División de España | Atlético de Madrid | España | 1977 |

### Campeonatos internacionales
| Título                | Club               | País   | Año  |
| --------------------- | ------------------ | ------ | ---- |
| Copa Intercontinental | Atlético de Madrid | España | 1974 |